# المدرسة العنقية
المدرسة العنقية هي إحدى مدارس مدينة تونس التي بنيت في العهد الحفصي، وهي من المعالم التاريخية المرسمة للمدينة العتيقة، طبقا للأمر المؤرخ في 19 أكتوبر 1992. غير أن موقع جمعية صيانة مدينة تونس لم ينص على ترميم هذه المدرسة حيث لم تظهر ضمن قائمة المواقع المرممة 

## موقعها
تقع المدرسة العنقية غير بعيد عن جامع الزيتونة وتحديدا بنهج عنق الجمل بتونس، ومنه استمدت اسمها.

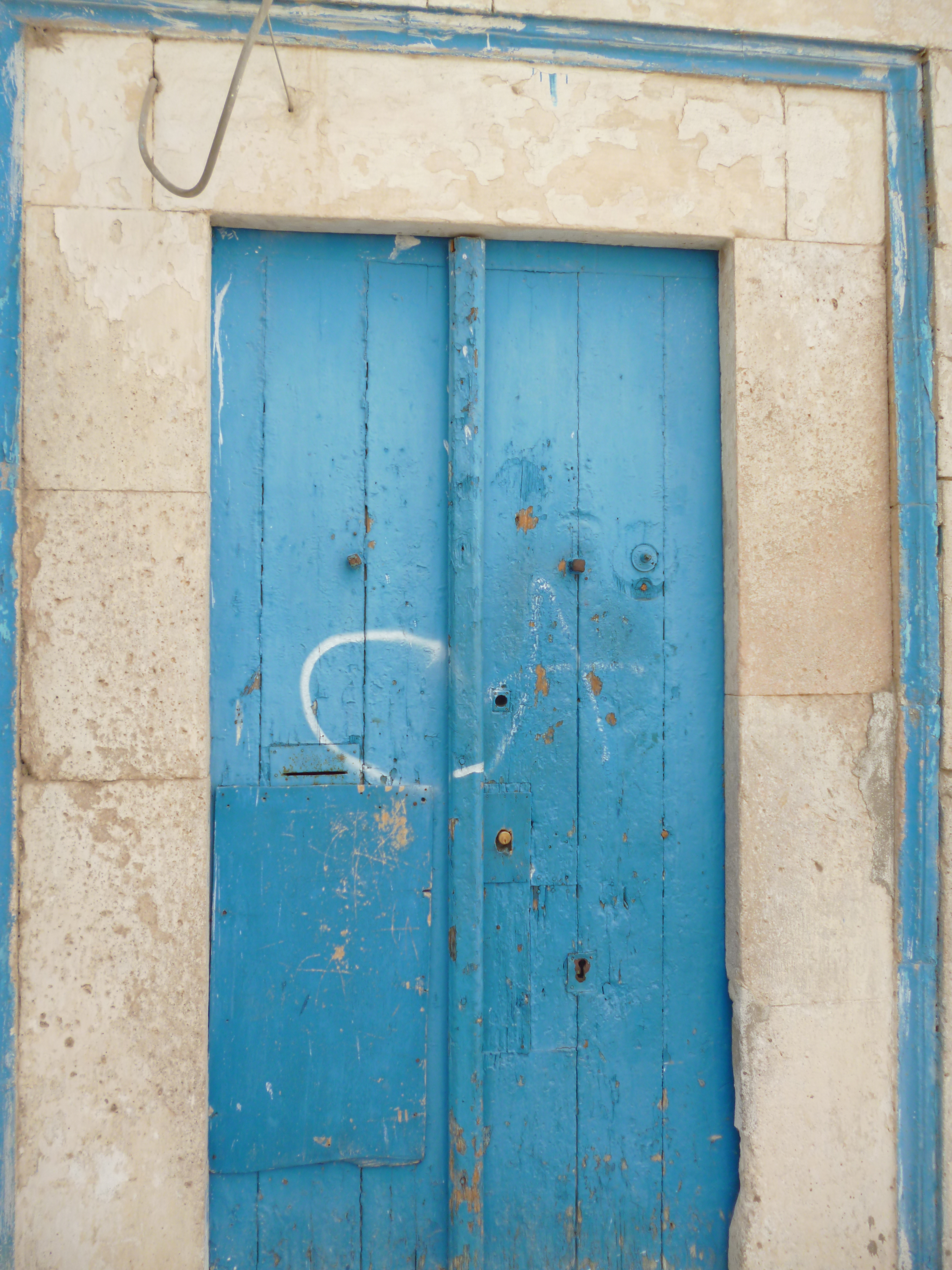
باب المدرسة

## تأسيسها
اهتم الحفصيون بتأسيس المدارس، بهدف نشر مذهبهم الموحدي وضمان قاعدة إيديولوجية لهم، وقد ظهرت في عهدهم بعاضمتهم، مدينة تونس، ثماني مدارس من بينها المدرسة المنتصرية والمدرسة الشماعية والمدرسة العصفورية والمدرسة التوفيقية، ومن الجدير بالملاحظة أن بعض تلك المدارس كان ببادرة من بعض الأميرات الحفصيات من أمهات وبنات السلاطين الحفصيين. وفي هذا الباب قامت الأميرة فاطمة بنت أبي زكرياء الحفصي عام 734هـ / 1253م بتأسيس المدرسة العنقية ، في حين يذكر الباحث عبد العزيز الدولاتلي أن الفراغ من بنائها  من بنائها تم عام 741 هـ/ 1341 م  ومهما يكن من أمر فإنه لا بد من الإشارة إلى مدى مساهمة المرأة في تنشيط وتطوير الحياة العلمية والتعليمية والثقافية في ذلك العهد. ولم يقف دور أولئك الأميرات عند تأسيس المدارس وإنما حاولن التدخل لتسمية بعض المدرسين بها. وفي بداية العهد العثمالني وقع ترميمها من قبل الداي أحمد خوجة في القرن السادس عشر وتحولت إلى المذهب الحنفي.

## من مشائخها
- محمد بن عبد السلام الهواري، وهو أحد أساتذة العلامة عبد الرحمن بن خلدون، وكان الهواري من أوائل من تولى إدارة المدرسة العنقية والتدريس بها، وقد تم له ذلك عام 742 هـ‍ /1361م، باقتراح من مؤسستها الأميرة فاطمة.[6]
- الشيخ محمد بيرم الخامس، (1255هـ /1850 –1307هـ / 1889). وقد أسندت إليه مشيختها عام 1278هـ /1861، وهو من رموز الحركة الإصلاحية.
- أحمد برناز (1664-1726) صاحب كتاب الشهب المحرقة.

## إشارات مرجعية
1. 1 2  "Wiki Loves Monuments monuments database". 3 نوفمبر 2017.
2. ↑  وصلة مرجع: http://www.docartis.com/Tunisia_Decreti/DECRETS/Pagine/1992_19octobre.html.
3. ↑  قائمة المعالم المرممة بمدينة تونس نسخة محفوظة 16 مارس 2016 على موقع واي باك مشين.
4. ↑  خلواتي صحراوي، " الأمة الحفصية حلقة ذهبية في سلسلة تاريخ أمتنا المجيد: دراسة معرفية وسسيولوجية للأمة الحفصية"، مجلة علوم إنسانية، س 7، ع 42، 2009
5. ↑  Abdelaziz Daoulatli, Tunis sous les Hafsides, INAA, Tunis 1976, p. 165
6. ↑  Abdelaziz Daoulatli, Tunis sous les Hafsides, op. cit., p. 165